# UGNazi
UGNazi, conocido como Underground Nazi Hacktivist Group o NaziGods, es un grupo de hackers que se ha atribuido la responsabilidad de varios ataques llevados a cabo en Internet. Son conocidos por sus ataques tipo "Tango Down" DDoS en los Estados Unidos en las páginas de internet del gobierno federal de los Estados Unidos y por filtrar información personal de representantes del gobierno. En diciembre de 2018, dos miembros de UGNazi fueron arrestados por su conexión a un asesinato en Manila.

## Ataques

### Google
UGNazi descubrió una falla en el sistema de recuperación de cuenta de Google Apps que luego fue arreglado por la empresa Google. Ellos lograron eludir el segundo paso del sistema de verificación de Google de la cuenta de Matthew Prince, El actual CEO de CloudFlare Lograron obtener acceso a la cuenta Gmail personal por UGNazi mediante el exploit mencionado.

### Oposición a la ley SOPA
En enero del año 2012, UGNazi ataca el sitio de la UFC Ultimate Fighting Championship en protesta del apoyo de UFC a la ley SOPA o Stop Online Piracy Act propuesto por los Estados Unidos en ese momento. Ellos más tarde lograron acceder y filtrarse a la cuenta del sitio web Coach Inc por las mismas razones.

### Filtraciones del Departamento Militar de Washington
Después de poner en peligro una base de datos que pertenece al Departamento Militar de Washington, UGNazi filtró información delicada del DNS usado por el estado de Washington. Ellos incluso filtraron información de 16 usuarios, hashes de contraseñas y nombres de usuarios, incluyendo del administrador del sitio.

### Filtraciones de WHMCS
En el mes de mayo del año 2012, UGNazi se atribuye al hacking del Servidor web del Alojamiento web del desarrollador de software de facturación WHMCS en un aparente ataque de ingeniería social. Haciéndose pasar por un empleado de alto nivel de dicha institución. Subsecuentemente lograron tener acceso de usuario tipo root al servidor web de WHMCS después de proporcionar información para la verificación de la identidad.

### Wounded Warrior Project
En junio del 2012, UGNazi atacó a la organización sin fines de lucro Wounded Warrior Project. La base de datos del proyecto fue actualizada el 6 de junio de 2012.

### HostGator
En junio del 2012, UGNazi atacó a una de las compañías más grandes e importantes de alojamiento web, HostGator, dejando el sitio inaccesible durante 4 horas.

### Twitter
El 21 de junio de 2012, UGnazi tomó y dejó sin servicio el sitio web del popular socialmedia Twitter usando la técnica de Ataque de denegación de servicio. Twitter estuvo fuera de servicio durante 2 horas, y este fue el peor accidente que el sitio había enfrentado en 8 meses.

### Iglesia Bautista de Westboro
Un miembro del grupo UGNazi que se hace llamar "Cosmo" or "Cosmo the God" logró tener acceso a las cuentas personales de Twitter de Shirley Phelps-Roper el 17 de diciembre de 2012, y de Fred Phelps Jr. el 19 de diciembre de 2012, en protesta por la protesta planeada de la Iglesia Bautista de Westboro tras la Masacre de la Escuela Primaria de Sandy Hook. La cuenta de Phelps-Roper muestra un tributo llamado 'Pray For Newtown', ofreciendo préstamos de apoyo a los afectados por la tragedia.

### Acoso a John Matze
En enero de 2021, el director ejecutivo de Parler, John Matze, alegó a Fox News que UGNazi estaba trabajando activamente para facilitar el acoso dirigido hacia él y su familia luego del cierre temporal de Parler, una red social de extrema derecha implicada en el asalto de 2021 al Capitolio de los Estados Unidos.

## Ley de medidas coercitivas
Mir Islam, un miembro de UGNazi bajo el pseudónimo "JoshTheGod", fue arrestado el 26 de junio de 2012 en Manhattan como parte de la operación llamada Operation Card Shop, de la entidad gubernamental estadounidense FBI como parte de una investigación sobre Robo de identidad y fraude de tarjetas de crédito, después de que presuntamente intentara retirar dinero usando una tarjeta de cajero automático robado. El 7 de noviembre de 2012, Taylor fue sentenciada en un tribunal de menores en Long Beach, California. Taylor se declaró culpable de varios delitos graves, incluidos fraude con tarjetas de crédito, robo de identidad, amenazas de bomba y suplantación de identidad en línea, a cambio de una libertad condicional. Los términos de la declaración de culpabilidad lo pusieron en libertad condicional hasta que cumpliera 21 años, restringieron su acceso a Internet y le exigieron confiscar los bienes incautados.
Cosmo o Cosmo TheGod, otro miembro de la agrupación UGNazi, fue también arrestado el 26 de junio de 2012 en Long Beach, California bajo la misma operación del FBI. En el comunicado de prensa del FBI en relación con la Operación de Tarjetas Shop, afirma "Además, dos menores de edad, cuyos nombres no se harán públicos, fueron detenidos por las autoridades locales en Long Beach y Sacramento, California". 2 días después, Cosmo fue puesto en libertad desde un centro juvenil en Los Ángeles y luego publicó en Twitter, el cual fue su último tuit.

El 24 de diciembre de 2018 Troy Woody ("Osama the God") y Mir Islam ("Josh the God") de UGNazi fueron arrestados en Manila por el su relación con el asesinato de Tomi Masters,la exnovia de Woody. Woody e Islam arrojaron una caja que contenía los restos de Masters al Río Pásig. Ambos miembros de UGNazi confirmaron que ellos manipularon la caja, negando individualmente y por separado el asesinato de Masters. Woody e Islam se declararon inocentes de los cargos el 11 de febrero de 2019 y el juicio estaba fijado para el 13 de marzo.